# Gordon Ferenc
Gordon Ferenc (Budapest, 1893. február 12. – Buenos Aires, 1971. augusztus 18.) magyar részvénytársasági igazgató, kisgazdapárti politikus, miniszter, diplomata. Álneve: Nádas Ferenc. 
Budapesten a Kereskedelmi Akadémián végzett, majd Hamburgban politikai gazdaságtant tanult. 1912-ben a Magyar Általános Hitelbank szolgálatába lépett, a bank érdekkörébe tartozó Corvin Áruház Rt. igazgatója volt (1924–1946). A húszas-harmincas években több közgazdasági tárgyú cikket írt hazai és külföldi szaklapokba. 1934-től a Független Kisgazda-, Földmunkás- és Polgári Párt tagja. A II. világháború idején bekapcsolódott a függetlenségi mozgalomba. Jó viszonyt tartott fenn a Magyarországi Szociáldemokrata Párt vezetőivel, 1943-ban közreműködött az FKgP-MSZDP pártszövetség megkötésének előkészítésében. Tildy Zoltán szűkebb baráti köréhez tartozott. 
1945 után átvette az FKgP gazdasági osztályának vezetését. 1945 augusztusában a Pesti Hazai Első Takarékpénztár ügyvezető igazgatója lett. Ngy.-i képviselő az FKgP listáján (1945–46). Pénzügyminiszter (1945–46), majd berni követ (1946–1947). Ezután lemondott állásáról, nyugaton maradt. Később Argentínában telepedett le, ahol nyugdíjazásáig a Siemens-művek közgazdasági tanácsadójaként működött.

## Főbb művei
- A társadalmi kérdés. A gazdasági dogmák bírálata (Bp., 1920)
- Nádas Ferenc: Az Északamerikai Egyesült Államok. Gazdaság- és társadalompolitikai tanulmány; előszó Szakasits Árpád; Cserépfalvi, Bp., 1943